# Homme de Palaos

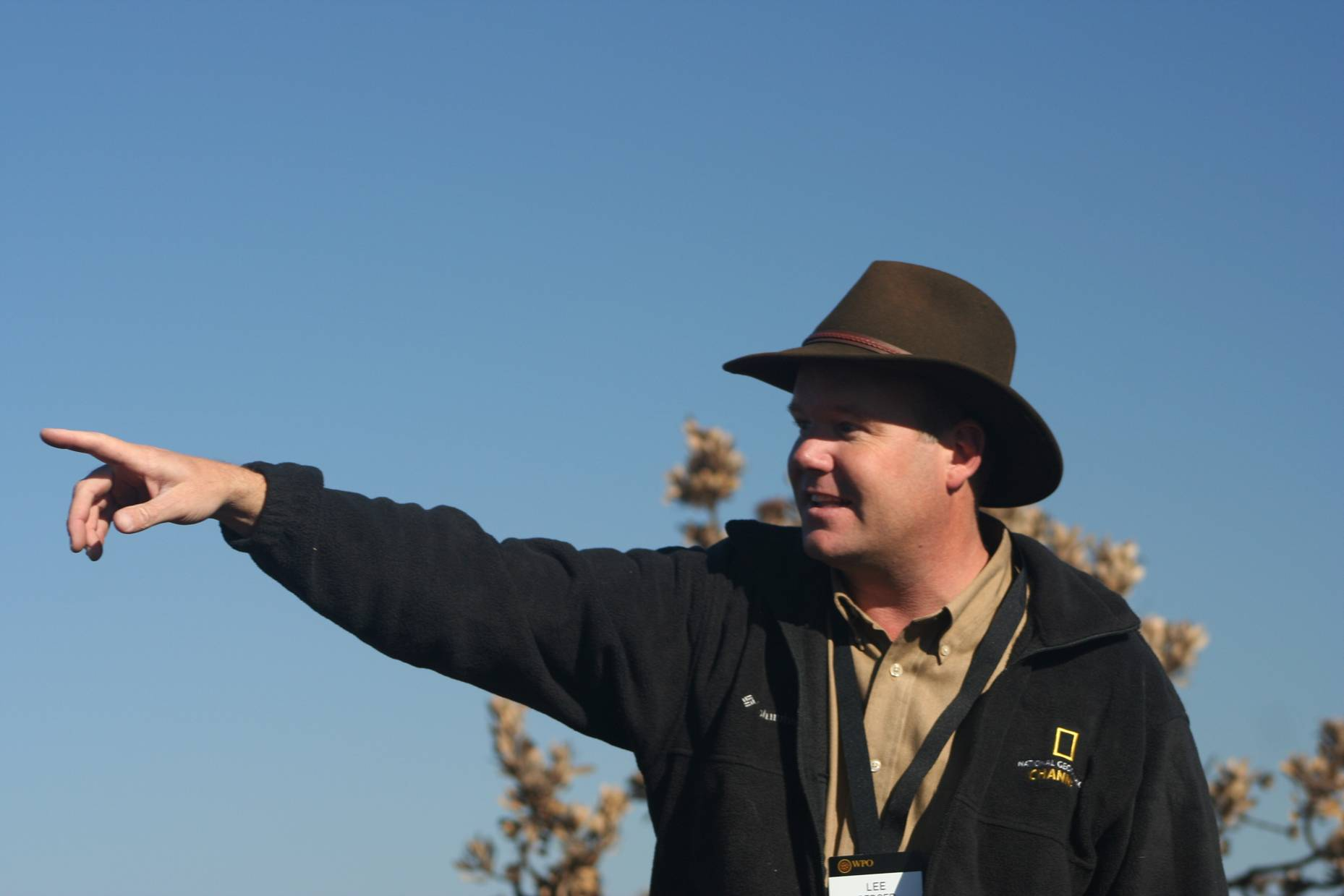
Lee Rogers Berger en 2006

L’Homme des Palaos est le nom donné à une grande quantité d'ossements fossiles d'Homo sapiens, découverts en 2006 sur les iles Palaos par le paléoanthropologue américain Lee Rogers Berger.

## Historique
En 2006, lors de vacances avec sa famille, Lee Rogers Berger explore une série de grottes situées sur les îles Chelbacheb, au sud de l'ile principale de l'archipel des Palaos, en Micronésie, parmi lesquelles les grottes d'Ucheliungs et d'Omedokel. Il y découvre des sépultures collectives contenant les ossements fossiles d'individus de petite taille.
Lee Berger appelle une équipe de scientifiques qui va travailler sans relâche pendant huit jours à trier, répertorier et classer plus d'un millier de restes humains, qui seront envoyés pour une datation par le carbone 14. Une analyse préliminaire de plus d'une douzaine de personnes, dont un homme pesant environ 43 kg et une femme pesant environ 29 kg, révèle la petite taille de plusieurs de ces humains. De surcroit, certains des individus exhumés présentent des caractères morphologiques jugés archaïques.

## Datation
La datation par le carbone 14 donne un âge de 2 900 à 1 000 ans avant le présent. Les hommes des Palaos sont des Homo sapiens probablement soumis à la pression évolutive appelée nanisme insulaire, à la suite de leur isolement sur une ile.

## Controverse
La découverte a été annoncée le 10 mars 2008 par la chaine National Geographic, qui finançait l’expédition de Lee Berger. L’article scientifique est paru le surlendemain dans la revue Public Library of Science One (PLoS One). L'annonce de la découverte ayant eu un certain écho médiatique, seulement quatre ans après celle de l'Homme de Florès, premier exemple connu de nanisme insulaire, une controverse s'est fait jour au sein de la communauté scientifique sur la validité de l'étude de Lee Berger,.
L’archéologue américain Scott Fitzpatrick, qui a travaillé aux Palaos pendant une décennie, avait trouvé en 2003, à 4 kilomètres des gisements de Lee Berger, des ossements remontant eux aussi à près de 3 000 ans, et tous de taille normale. Les ossements de Berger seraient tout simplement ceux d'adolescents. « Berger, déclare Fitzpatrick dans un entretien avec le magazine Nature, n’a pas fait de comparaisons adéquates avec d’autres ossements des Palaos ». La conclusion de cette controverse reste à déterminer.